# Beatrice Mautino
Beatrice Mautino (Ivrea, 13 febbraio 1978) è una divulgatrice scientifica e saggista italiana.

## Biografia

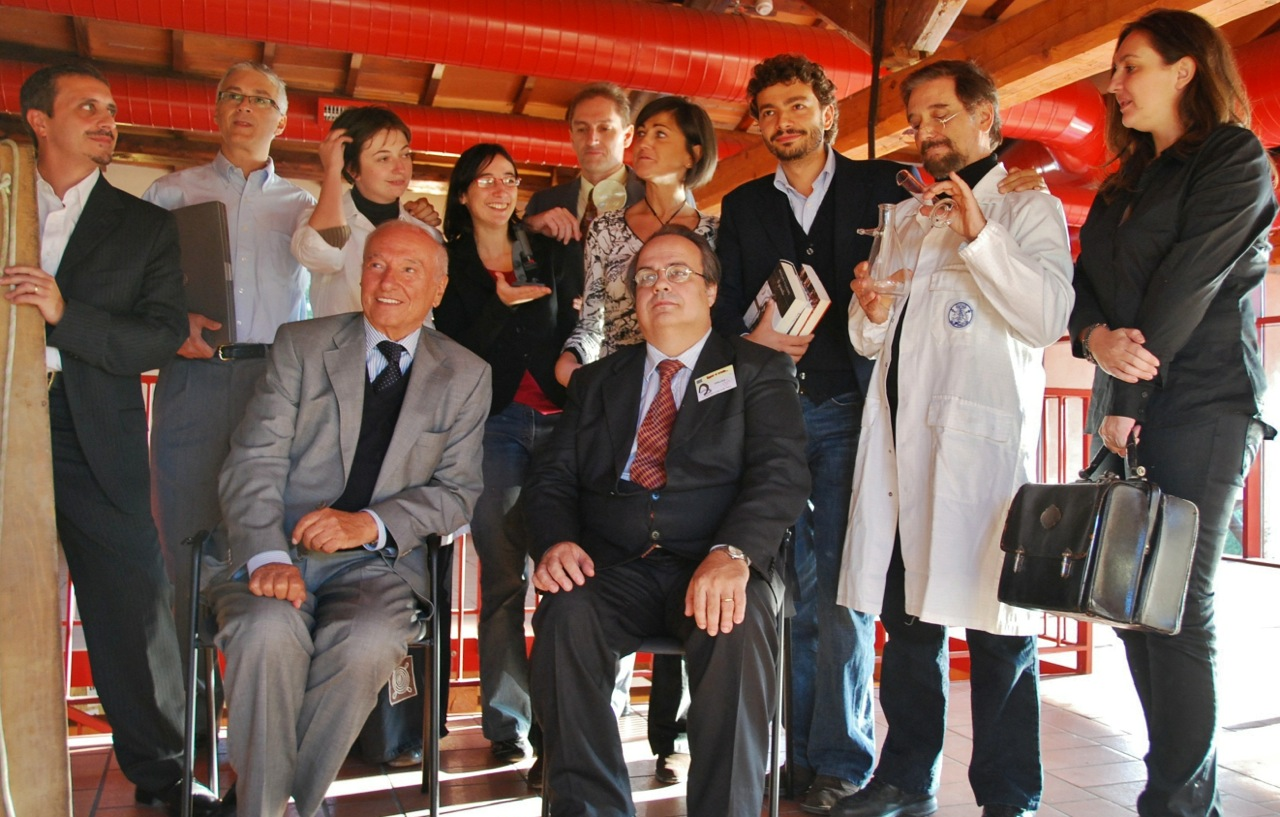
Beatrice Mautino (in piedi, terza da sinistra) con Piero Angela e alcuni colleghi del CICAP, 2 novembre 2014.

Si è laureata in Biotecnologie industriali nel 2002 e ha conseguito un dottorato di ricerca in Neurobiologia all'Università degli Studi di Torino nel 2008 e un master in Comunicazione della scienza presso il corso Il rasoio di Occam, di cui è poi diventata insegnante.
Dopo la parentesi dedicata alla ricerca nelle biotecnologie, si è interessata alla comunicazione scientifica, specializzandosi nella progettazione di laboratori, mostre interattive ed eventi scientifici, e dal 2012 è responsabile del programma delle conferenze del Festival della Scienza di Genova. Si è occupata di progettazione di mostre ed eventi scientifici per Codice Idee per la Cultura ed è socia emerita del CICAP, per il quale ha curato mostre, conferenze e laboratori. Ha inoltre fondato e diretto la rivista elettronica Query Online e ha fatto parte della redazione di Query, la rivista ufficiale del CICAP. Nel 2010 è co-autrice insieme Stefano Bagnasco e Andrea Ferrero del libro Sulla scena del mistero (Sironi).
Nel 2015 è coautrice insieme a Dario Bressanini del libro Contro Natura (Rizzoli, 2015), incentrato sulle biotecnologie e sulle controversie dell'agricoltura biologica. Dal 2016 tiene la rubrica La ceretta di Occam sulla rivista Le Scienze, dedicata alla scienza del mondo dei cosmetici, ambito per il quale è maggiormente conosciuta sia per il successo ottenuto sui social YouTube e Instagram, sia per i libri Il trucco c'è e si vede (Chiarelettere, 2018), La scienza nascosta dei cosmetici (Chiarelettere, 2020) e È naturale bellezza (Mondadori, 2021) di cui è autrice.
Nel 2016 ha fondato, assieme ad altri, l'associazione Frame – Divagazioni scientifiche, che si occupa dell'organizzazione di eventi a sfondo scientifico-culturale, con la quale ha ideato il Food & Science Festival di Mantova nel 2017.
Nel 2020 ha ricevuto il Premio Capo D'Orlando nella sezione "comunicazione multimediale". Dal 2022 pubblica un podcast, Ci vuole una scienza, con Emanuele Menietti sul sito del quotidiano online Il Post e sulle principali piattaforme di podcast.

## Opere
- con Stefano Bagnasco e Andrea Ferrero, Sulla scena del mistero, Sironi, 12 maggio 2010, ISBN 9788851801342.
- con Dario Bressanini, Contro natura, Rizzoli, 7 maggio 2015, ISBN 88-17-08092-6.
- Il trucco c'è e si vede, Chiarelettere, 18 gennaio 2018, ISBN 9788832960433.
- La scienza nascosta dei cosmetici, Chiarelettere, 30 gennaio 2020, ISBN 8832961873.
- È naturale bellezza, Mondadori, 23 novembre 2021, ISBN 9788804744320.
- La scienza dei cosmetici. Dalla skincare allo shampoo. Ingredienti, bufale & istruzioni per l'uso, Gribaudo, 24 ottobre 2023, ISBN 9788858047828.

### Ebook
- Stamina. Una storia sbagliata, Cicap, 2014, ISBN 9788895276243.